# Mikiah Herbert Harrigan
Mikiah "Kiki" Herbert Harrigan, née le 21 août 1998 à Island Harbour, Anguilla, est une joueuse professionnelle britannique de basket-ball jouant aux postes d'ailière et d'ailière forte.

## Carrière junior
Mikiah Herbert Harrigan termine sa carrière universitaire comme étant la deuxième meilleure contreuse de l'histoire des Gamecocks de la Caroline du Sud (NCAA). Avec Alaina Coates et A'ja Wilson, elle fait partie des trois seules Gamecocks à accumuler plus de 1 000 points et 200 contres durant leur carrière universitaire. Elle marque en moyenne 13,1 points et prend 5,6 rebonds par match en tant que senior tout en tirant à 50,6 % et à 43,5 % à trois points. Elle est surnommée « Mad Kiki » pour ses efforts en défense.

## Carrière professionnelle

### En club
Mikiah Herbert Harrigan est sélectionné en 6e position lors de la draft WBNA 2020 par le Lynx du Minnesota.
Elle commence sa saison rookie avec le Lynx le 29 juillet 2020, lors d'une défaite 66 à 90 face au Storm de Seattle où elle joue 11 minutes pour seulement 1 rebond. Elle réalise son record de point en carrière le 16 août 2020 avec 11 points face au Liberty de New York. Elle termine sa saison rookie avec des moyennes par match de 3,8 points avec 42,2 % de réussite à 3 points.
Après la saison WNBA 2020, elle rejoint le championnat féminin turc et le club du Kayseri Kaski avec qui elle dispute la saison 2020-2021. Le 28 octobre 2020, elle est élue joueuse de la semaine après avoir établi des moyennes statistiques par match durant la semaine de 14 points, 6 rebonds et 2,5 contres.
Le 10 février 2021, elle est intégrée dans un échange à trois franchises afin d'envoyer Natasha Howard au Liberty de New York et se retrouve envoyée au Storm de Seattle au même titre que la joueuse des Wings de Dallas, Katie Lou Samuelson. Durant la saison WNBA 2021, elle ne dispute qu'un seul match le 19 mai 2021 face aux Aces de Las Vegas, où elle ne joue qu'une minute, avant de s'arrêter car elle est enceinte et pour prendre un congé maternité.
Le 4 mai 2022, elle est coupée par les Storm juste avant le début de la saison WNBA 2022.
Le 1er août 2022, elle s'engage en Angleterre avec les London Lions pour la saison 2022-2023. Durant la saison, elle dispute 31 matchs avec des moyennes par match de 20,4 points et 5,8 rebonds. Elle remporte la WBBL Cup, le championnat (en) et est élue MVP de la saison.
Le 4 février 2023, elle signe un contrat pour participer au camp d'entraînement du Sun du Connecticut. Le 3 mai 2023, elle est coupée par le Sun juste avant le début de la saison WNBA 2023. Le 23 juillet 2023, elle retourne dans le championnat turc en s'engageant avec Galatasaray SK. Elle dispute 22 matchs de championnat pour une moyenne de 11,4 points par match.
Le 8 février 2024, elle s'engage avec le Mercury de Phoenix en WNBA. Elle fait ses débuts pour la saison WNBA 2024 le 15 mai 2024 face aux Aces de Las Vegas avec un rebond en 6 minutes de jeu. Elle dispute 31 matchs de saison régulière pour des moyennes par match de 3,2 points et 1,5 rebond en un peu moins de 11 minutes de jeu par match.
En août 2024, elle s'engage avec le CB Avenida Salamanque dans la Liga Femenina en Espagne. Après avoir disputé 11 matchs de championnat pour des moyennes de 5,9 points et 1,5 rebond par match, elle est coupée par l'équipe espagnole. Tout début janvier 2025, elle rejoint le Maccabi Ramat Gan dans le championnat d'Israël pour le reste de la saison.
Le 2 février 2025, ses droits sont envoyés aux Wings de Dallas dans un échange à quatre équipes. Le 18 février 2025, elle s'engage avec les Wings pour leur camp d'entraînement de présaison. Le 3 mai 2025, elle est coupée par les Wings juste avant le début de la saison WNBA 2025.

### En équipe nationale
Mikiah Herbert Harrigan est internationale britannique.
Elle est sélectionnée pour participer à l'EuroBasket féminin 2023.

## Statistiques

### En universitaire
| Champion NCAA | Gras/Meilleures performances | [ 22 ] |

| Saison                    | Équipe                          | MJ  | M5 | Min  | %T   | %3   | %LF  | Rb  | PD  | Int | Ctr | BP  | F   | Pts  |
| ------------------------- | ------------------------------- | --- | -- | ---- | ---- | ---- | ---- | --- | --- | --- | --- | --- | --- | ---- |
| 2016-2017                 | Gamecocks de la Caroline du Sud | 37  | 3  | 16,5 | 46,7 | 25,0 | 69,8 | 3,3 | 0,5 | 0,4 | 1,1 | 1,2 | 1,5 | 4,9  |
| 2017-2018                 | Gamecocks de la Caroline du Sud | 33  | 5  | 16,9 | 48,9 | 18,2 | 76,8 | 3,7 | 0,6 | 0,4 | 1,3 | 1,2 | 2,0 | 7,1  |
| 2018-2019                 | Gamecocks de la Caroline du Sud | 33  | 21 | 22,7 | 46,3 | 42,3 | 82,1 | 5,1 | 0,5 | 0,6 | 2,2 | 1,3 | 2,2 | 10,4 |
| 2019-2020                 | Gamecocks de la Caroline du Sud | 33  | 33 | 26,1 | 50,6 | 43,5 | 83,5 | 5,6 | 1,4 | 0,7 | 1,8 | 1,4 | 1,6 | 13,1 |
| Total : moyenne par match | Total : moyenne par match       |     |    | 20,4 | 48,4 | 39,1 | 79,1 | 4,4 | 0,7 | 0,5 | 1,5 | 1,3 | 1,8 | 8,8  |
| Totaux                    | Totaux                          | 136 | 62 | 2777 | 461  | 34   | 235  | 593 | 100 | 68  | 210 | 173 | 245 | 1191 |

### En WNBA

#### En saison régulière
| Gras/Meilleures performances | [ 23 ] |

| Saison                    | Équipe                    | MJ | M5 | Min  | %T   | %3   | %LF  | Rb  | PD  | Int | Ctr | BP  | F   | Pts |
| ------------------------- | ------------------------- | -- | -- | ---- | ---- | ---- | ---- | --- | --- | --- | --- | --- | --- | --- |
| 2020                      | Lynx du Minnesota         | 21 | 0  | 11,1 | 36,6 | 42,4 | 71,4 | 2,3 | 0,3 | 0,4 | 0,4 | 0,7 | 1,0 | 3,8 |
| 2021                      | Storm de Seattle          | 1  | 0  | 1    | 0    | 0    | 0    | 0,0 | 0,0 | 0,0 | 0,0 | 0,0 | 0,0 | 0,0 |
| 2024                      | Mercury de Phoenix        | 31 | 3  | 10,8 | 40,7 | 32,1 | 55,0 | 1,5 | 0,3 | 0,5 | 0,4 | 0,5 | 0,9 | 3,2 |
| Total : moyenne par match | Total : moyenne par match |    |    | 10,8 | 38,7 | 36,0 | 59,3 | 1,8 | 0,3 | 0,5 | 0,4 | 0,6 | 0,9 | 3,3 |
| Totaux                    | Totaux                    | 53 | 3  | 571  | 65   | 31   | 16   | 93  | 16  | 24  | 20  | 30  | 49  | 177 |

#### En playoffs
| Saison                    | Équipe                    | MJ | M5 | Min | %T   | %3   | %LF  | Rb  | PD  | Int | Ctr | BP  | F   | Pts |
| ------------------------- | ------------------------- | -- | -- | --- | ---- | ---- | ---- | --- | --- | --- | --- | --- | --- | --- |
| 2020                      | Lynx du Minnesota         | 3  | 0  | 9,7 | 60,0 | 50,0 | 50,0 | 1,7 | 0,0 | 0,0 | 0,3 | 1,0 | 2,0 | 3,0 |
| Total : moyenne par match | Total : moyenne par match |    |    | 9,7 | 60,0 | 50,0 | 50,0 | 1,7 | 0,0 | 0,0 | 0,3 | 1,0 | 2,0 | 3,0 |
| Totaux                    | Totaux                    | 3  | 0  | 32  | 3    | 2    | 1    | 5   | 0   | 0   | 1   | 3   | 6   | 9   |

## Palmarès et distinctions

### Palmarès
- 2017 : Vainqueur du championnat NCAA féminin de basket-ball avec les Gamecocks de la Caroline du Sud.
- 2023 : Vainqueur du championnat du Royaume-Uni (en) avec les London Lions.
- 2023 : Vainqueur de la WBBL Cup avec les London Lions.

### Distinctions personnelles

#### En universitaire
- Second-team All-SEC (2020)
- SEC tournament MVP (2020)

#### En club
- MVP de la saison 2022-2023 du championnat du Royaume-Uni féminin de basket-ball.